# باول سي
باول سي (بالإنجليزية: Paul C) هو ملحن ومنتج أسطوانات أمريكي، ولد في 20 سبتمبر 1964، وتوفي في 17 يوليو 1989.